# نيلسون ديماركو
نيلسون ديماركو (بالإسبانية: Nelson Demarco)‏ مواليد 5 فبراير 1925، هو لاعب كرة سلة أوروغوياني مثّل منتخب بلاده. شارك في دورة الألعاب الأولمبية الصيفية سنة 1948 وسنة 1952 وسنة 1956.

## روابط خارجية
- نيلسون ديماركو على موقع الاتحاد الدولي لكرة السلة (الإنجليزية)
- نيلسون ديماركو على موقع سبورتس رفرنس (الإنجليزية)
- نيلسون ديماركو على موقع أوليمبيديا (الإنجليزية)